# Quận Clinton, Pennsylvania
Quận Cliton là một quận trong tiểu bang Pennsylvania, Hoa Kỳ. Quận lỵ đóng ở Lock Haven6. Theo điều tra dân số năm 2000 của Cục điều tra dân số Hoa Kỳ, quận có dân số 37.914 người.2
Quận được lập ngày 21 tháng 6 năm 1839 từ các khu vực thuộc các quận Centre và Lycoming.

## Địa lý
Theo Cục điều tra dân số Hoa Kỳ, quận có diện tích 2326 kilômét vuông, trong đó có 18 km2 là diện tích mặt nước, chiếm 0,81%.